# 8266 Bertelli
8266 Bertelli eller 1986 TC är en asteroid i huvudbältet som upptäcktes den 1 oktober 1986 av San Vittore-observatoriet i Bologna. Den är uppkallad efter den italienska astronomen Francesco Bertelli.
Asteroiden har en diameter på ungefär 4 kilometer.